# Општина Сан Хуан Козокон (Оахака)
Сан Хуан Козокон (шп. San Juan Cotzocón) општина је у Мексику у савезној држави Оахака. Општина се налази на надморској висини од 1230 м.

## Становништво
Према подацима из 2010. у општини је живело 22356 становника.

### Хронологија
| Година       | 2000                  | 2005                  | 2010                  |
| ------------ | --------------------- | --------------------- | --------------------- |
| Становништво | 21679 (10641 / 11038) | 22478 (10818 / 11660) | 22356 (10895 / 11461) |

### Попис
| \| \| м \| \| \| ж \| \| 0—2 \| 639 \| \| \| 581 \| \| 3—5 \| 646 \| \| \| 690 \| \| 6—11 \| 1.429 \| \| \| 1.490 \| \| 12—14 \| 838 \| \| \| 749 \| \| 15—17 \| 839 \| \| \| 841 \| \| 18—24 \| 1.284 \| \| \| 1.473 \| \| 60+ \| 1.223 \| \| \| 1.214 \| \| Просек : \| 28,3 \| \| \| 28,7 \| |       |  |  |       |
| |       |  |  |       |
| | м     |  |  | ж     |
| 0—2 | 639   |  |  | 581   |
| 3—5 | 646   |  |  | 690   |
| 6—11 | 1.429 |  |  | 1.490 |
| 12—14 | 838   |  |  | 749   |
| 15—17 | 839   |  |  | 841   |
| 18—24 | 1.284 |  |  | 1.473 |
| 60+ | 1.223 |  |  | 1.214 |
| Просек : | 28,3  |  |  | 28,7  |

| #   | Индикатор                                                                                        | Вредност |
| --- | ------------------------------------------------------------------------------------------------ | -------- |
| 1   | Становништво од 0 до 2 године                                                                    | 1220     |
| 2   | Мушко становништво од 0 до 2 године                                                              | 639      |
| 3   | Женско становништво од 0 до 2 године                                                             | 581      |
| 4   | Становништво са 3 и више година                                                                  | 21106    |
| 5   | Мушко становништво са 3 и више година                                                            | 10243    |
| 6   | Женско становништво са 3 и више година                                                           | 10863    |
| 7   | Становништво са 5 и више година                                                                  | 20210    |
| 8   | Мушко становништво са 5 и више година                                                            | 9820     |
| 9   | Женско становништво са 5 и више година                                                           | 10390    |
| 10  | Становништво са 12 и више година                                                                 | 16851    |
| 11  | Мушко становништво са 12 и више година                                                           | 8168     |
| 12  | Женско становништво са 12 и више година                                                          | 8683     |
| 13  | Становништво са 15 и више година                                                                 | 15264    |
| 14  | Мушко становништво са 15 и више година                                                           | 7330     |
| 15  | Женско становништво са 15 и више година                                                          | 7934     |
| 16  | Становништво са 18 и више година                                                                 | 13584    |
| 17  | Мушко становништво са 18 и више година                                                           | 6491     |
| 18  | Женско становништво са 18 и више година                                                          | 7093     |
| 19  | Становништво од 3 до 5 година                                                                    | 1336     |
| 20  | Мушко становништво од 3 до 5 година                                                              | 646      |
| 21  | Женско становништво од 3 до 5 година                                                             | 690      |
| 22  | Становништво од 6 до 11 година                                                                   | 2919     |
| 23  | Мушко становништво од 6 до 11 година                                                             | 1429     |
| 24  | Женско становништво од 6 до 11 година                                                            | 1490     |
| 25  | Становништво од 8 до 14 година                                                                   | 3579     |
| 26  | Мушко становништво од 8 до 14 година                                                             | 1804     |
| 27  | Женско становништво од 8 до 14 година                                                            | 1775     |
| 28  | Становништво од 12 до 14 година                                                                  | 1587     |
| 29  | Мушко становништво од 12 до 14 година                                                            | 838      |
| 30  | Женско становништво од 12 до 14 година                                                           | 749      |
| 31  | Становништво од 15 до 17 година                                                                  | 1680     |
| 32  | Мушко становништво од 15 до 17 година                                                            | 839      |
| 33  | Женско становништво од 15 до 17 година                                                           | 841      |
| 34  | Становништво од 18 до 24 године                                                                  | 2757     |
| 35  | Мушко становништво од 18 до 24 године                                                            | 1284     |
| 36  | Женско становништво од 18 до 24 године                                                           | 1473     |
| 37  | Женско становништво од 15 до 49 година                                                           | 5822     |
| 38  | Становништво са 60 и више година                                                                 | 2437     |
| 39  | Мушко становништво са 60 и више година                                                           | 1223     |
| 40  | Женско становништво са 60 и више година                                                          | 1214     |
| 41  | Однос између мушкараца и жена                                                                    | 95.06    |
| 42  | Становништво од нуле до 14 година                                                                | 7062     |
| 43  | Становништво од 15 до 64 године                                                                  | 13482    |
| 44  | Становништво од 65 година и више                                                                 | 1782     |
| 45  | Просечан број деце                                                                               | 2.77     |
| 46  | Становништво рођено у ентитету                                                                   | 19564    |
| 47  | Мушко становништво рођено у ентитету                                                             | 9503     |
| 48  | Женско становништво рођено у ентитету                                                            | 10061    |
| 49  | Становништво рођено у другом ентитету                                                            | 2596     |
| 50  | Мушко становништво рођено у другом ентитету                                                      | 1302     |
| 51  | Женско становништво рођено у другом ентитету                                                     | 1294     |
| 52  | Становништво од 5 година и више резидентно у ентитету у јуну 2005. године                        | 19226    |
| 53  | Мушко становништво старосног доба од 5 година и више, резидентно у ентитету у јуну 2005. године  | 9279     |
| 54  | Женско становништво старосног доба од 5 и више година, резидентно у ентитету у јуну 2005. године | 9947     |
| 55  | Становништво од 5 година и више које је живело у другом ентитету у јуну 2005. године             | 564      |
| 56  | Мушко становништво старије од 5 година које је живело у другом ентитету у јуну 2005. године      | 268      |
| 57  | Женско становништво старије од 5 година које је живело у другом ентитету у јуну 2005. године     | 296      |
| 58  | Становништво од 3 године и више које говори аутохтони језик                                      | 10630    |
| 59  | Мушко становништво старо 3 године и више које говори аутохтони језик                             | 5105     |
| 60  | Женско становништво старо 3 године и више које говори аутохтони језик                            | 5525     |
| 61  | Становништво од 3 године и више које говори аутохтони језик и не говори шпански језик            | 1823     |
| 62  | Мушко становништво старо 3 године и више које говори аутохтони језик и не говори шпански         | 619      |
| 63  | Женско становништво старо 3 године и више које говори аутохтони језик и не говори шпански језик  | 1204     |
| 64  | Становништво старо 3 године и више које говори аутохтони језик и шпански                         | 8585     |
| 65  | Мушко становништво старо 3 године и више које говори аутохтони језик и шпански                   | 4372     |
| 66  | Женско становништво старо 3 године и више које говори аутохтони језик и шпански                  | 4213     |
| 67  | Становништво од 5 година и више које говори аутохтони језик                                      | 10349    |
| 68  | Становништво од 5 година и више које говори аутохтони језик и не говори шпански језик            | 1641     |
| 69  | Становништво од 5 година и више које говори аутохтони језик и говори шпански језик               | 8492     |
| 70  | Становништво у домородачким домаћинствима                                                        | 15425    |
| 71  | Становништво са ограничењима у активностима                                                      | 1212     |
| 72  | Становништво са ограниченим ходањем или кретањем, горе или доле                                  | 593      |
| 73  | Становници са ограничењима вида, чак и уз кориштење сочива                                       | 509      |
| 74  | Становништво са ограничењима говора, комуникације или конверзације                               | 104      |
| 75  | Становништво са ограниченим слухом                                                               | 223      |
| 76  | Становништво са ограничењима при одевању, купању или јелу                                        | 36       |
| 77  | Становништво са ограничењима у опажању или учењу једноставних ствари                             | 38       |
| 78  | Становништво са менталним ограничењима                                                           | 98       |
| 79  | Становништво без ограничења активности                                                           | 20769    |
| 80  | Становништво од 3 до 5 година које не похађа школу                                               | 594      |
| 81  | Мушко становништво од 3 до 5 година које не похађа школу                                         | 287      |
| 82  | Женско становништво од 3 до 5 година које не похађа школу                                        | 307      |
| 83  | Становништво од 6 до 11 година које не похађа школу                                              | 114      |
| 84  | Мушко становништво од 6 до 11 година које не похађа школу                                        | 54       |
| 85  | Женско становништво од 6 до 11 година које не похађа школу                                       | 60       |
| 86  | Становништво од 12 до 14 година које не похађа школу                                             | 178      |
| 87  | Мушко становништво од 12 до 14 година које не похађа школу                                       | 91       |
| 88  | Женско становништво од 12 до 14 година које не похађа школу                                      | 87       |
| 89  | Становништво од 15 до 17 година похађа школу                                                     | 1059     |
| 90  | Мушко становништво од 15 до 17 година похађа школу                                               | 496      |
| 91  | Женско становништво између 15 и 17 година живота у школи                                         | 563      |
| 92  | Становништво од 18 до 24 године похађа школу                                                     | 475      |
| 93  | Мушко становништво од 18 до 24 године похађа школу                                               | 223      |
| 94  | Женско становништво од 18 до 24 године похађа школу                                              | 252      |
| 95  | Становништво од 8 до 14 година које не може да чита и пише                                       | 332      |
| 96  | Мушко становништво старосног доба од 8 до 14 година које не може да чита и пише                  | 171      |
| 97  | Женско становништво старосног доби од 8 до 14 година које не може да чита и пише                 | 161      |
| 98  | Становништво од 15 година и више које је неписмено                                               | 3153     |
| 99  | Мушко становништво од 15 година и више које је неписмено                                         | 1154     |
| 100 | Женско становништво од 15 година и више које је неписмено                                        | 1999     |
| 101 | Становништво старо 15 и више година без школовања                                                | 2623     |
| 102 | Мушко становништво старо 15 и више година без школовања                                          | 974      |
| 103 | Женско становништво старо 15 и више година без школовања                                         | 1649     |
| 104 | Становништво старосног доба 15 и више година са непотпуним основним образовањем                  | 3735     |
| 105 | Мушко становништво старосног доба од 15 година и више са непотпуном основним образовањем         | 1857     |
| 106 | Женско становништво старосног доба 15 и више година са непотпуном основним образовањем           | 1878     |
| 107 | Становништво старо 15 и више година са комплетним основним образовањем                           | 3022     |
| 108 | Мушко становништво старо 15 година и више са комплетним основним образовањем                     | 1579     |
| 109 | Женско становништво старо 15 и више година са комплетним основним образовањем                    | 1443     |
| 110 | Становништво старосног доба 15 и више година са непотпуним средњим образовањем                   | 923      |
| 111 | Мушко становништво старосног доба од 15 година и више са непотпуним средњим образовањем          | 485      |
| 112 | Женско становништво старосног доба од 15 година и више са непотпуним средњим образовањем         | 438      |
| 113 | Становништво старо 15 и више година са пуним секундарном образовањем                             | 2471     |
| 114 | Мушко становништво старосног доба од 15 година и више са пуним секундарном образовањем           | 1280     |
| 115 | Женско становништво старосног доба од 15 година и више са пуним секундарном образовањем          | 1191     |
| 116 | Становништво старије од 18 година са постосновним образовањем                                    | 2062     |
| 117 | Мушко становништво старије од 18 година са постосновним образовањем                              | 964      |
| 118 | Женско становништво старије од 18 година са постосновним образовањем                             | 1098     |
| 119 | Просечна оцена школовања                                                                         | 5.81     |
| 120 | Просечан ниво образовања мушке популације                                                        | 6.02     |
| 121 | Просечан ниво образовања женског становништва                                                    | 5.62     |
| 122 | Економски активно становништво                                                                   | 7700     |
| 123 | Економски активна мушка популација                                                               | 6116     |
| 124 | Економски активна женска популација                                                              | 1584     |
| 125 | Становништво које није економски активно                                                         | 8982     |
| 126 | Мушко становништво које није економски активно                                                   | 1954     |
| 127 | Женско становништво које није економски активно                                                  | 7028     |
| 128 | Запослено становништво                                                                           | 7559     |
| 129 | Запослено мушко становништво                                                                     | 5981     |
| 130 | Запослено женско становништво                                                                    | 1578     |
| 131 | Незапослена популација                                                                           | 141      |
| 132 | Незапослена мушка популација                                                                     | 135      |
| 133 | Незапослена женска популација                                                                    | 6        |
| 134 | Становништво без права на здравствене услуге                                                     | 12534    |
| 135 | Становништво које има право на здравствене услуге                                                | 9633     |
| 136 | Становништво које има право на ИМСС                                                              | 798      |
| 137 | Становништво које има право на социјално осигурање                                               | 571      |
| 138 | Становништво које има право на државно социјално осигурање                                       | 41       |
| 139 | Становништво које има право на опште осигурање или здравствено осигурање за нову генерацију      | 8169     |
| 140 | Становништво које је било једном или није било у браку током 12 година и више                    | 5886     |
| 141 | Венчано или уједињено становништво од 12 година и више                                           | 9455     |
| 142 | Становништво које је било у браку или уједињено 12 година и више                                 | 1462     |
| 143 | Становништво са католичком религијом                                                             | 16882    |
| 144 | Протестанти, еванђелисти и библијски следбеници различити од еванђелиста                         | 3963     |
| 145 | Становништво са другим религијама различитим од претходних                                       | 6        |
| 146 | Становништво без религије                                                                        | 1229     |
| 147 | Укупно пописаних домаћинства                                                                     | 5465     |
| 148 | Пописна домаћинства на челу са мушкарцима                                                        | 4355     |
| 149 | Пописна домаћинства на челу са женама                                                            | 1110     |
| 150 | Становништво у пописним домаћинствима                                                            | 22335    |
| 151 | Становништво у пописним домаћинствима на челу са мушкарцима                                      | 18802    |
| 152 | Становништво у пописним домаћинствима на челу са женама                                          | 3533     |
| 153 | Укупно домаћинстава                                                                              | 6348     |
| 154 | Укупно насељених домаћинстава                                                                    | 5472     |
| 155 | Укупно приватних кућа                                                                            | 6341     |
| 156 | Насељени приватни домови                                                                         | 5465     |
| 157 | Укупно насељених приватних кућа                                                                  | 5472     |
| 158 | Ненасељене приватне куће                                                                         | 554      |
| 159 | Појединачна домаћинства за привремену употребу                                                   | 322      |
| 160 | Становници у насељеним приватним кућама                                                          | 22335    |
| 161 | Насељеност станара у приватним становима                                                         | 4.09     |
| 162 | Просечно становника по соби у приватним насељеним домаћинствима                                  | 1.31     |
| 163 | Појединачна домаћинства са подовима од различитих материјала од земље                            | 4927     |
| 164 | Појединачна домаћинства у приземљу                                                               | 484      |
| 165 | Појединачна домаћинства са једном спаваћом собом                                                 | 2402     |
| 166 | Појединачна домаћинства са две спаваће собе и више                                               | 3027     |
| 167 | Појединачна домаћинства са једним собом                                                          | 587      |
| 168 | Појединачна домаћинства са две собе                                                              | 1380     |
| 169 | Појединачна домаћинства са 3 собе и више                                                         | 3457     |
| 170 | Појединачна домаћинства која имају електрично светло                                             | 5130     |
| 171 | Појединачна домаћинства која немају електрично светло                                            | 300      |
| 172 | Појединачна домаћинства која имају водоводну воду у стамбеном простору                           | 2068     |
| 173 | Појединачна домаћинства која немају водоводну воду у стамбеном простору                          | 3349     |
| 174 | Појединачна домаћинства која имају тоалет                                                        | 5250     |
| 175 | Појединачна домаћинства која имају канализацију                                                  | 3238     |
| 176 | Појединачна домаћинства која немају канализацију                                                 | 2029     |
| 177 | Појединачна домаћинства која имају електрично светло, довод воде из јавне мреже и канализацију   | 1385     |
| 178 | Појединачна домаћинства без икаквих услова                                                       | 842      |
| 179 | Појединачна домаћинства која имају радио                                                         | 2756     |
| 180 | Појединачна домаћинства која имају телевизор                                                     | 3822     |
| 181 | Појединачна домаћинства која имају фрижидер                                                      | 3180     |
| 182 | Појединачна домаћинства која имају машину за веш                                                 | 1571     |
| 183 | Појединачна домаћинства која имају аутомобил или комби                                           | 832      |
| 184 | Појединачна домаћинства која имају рачунар                                                       | 320      |
| 185 | Појединачна домаћинства која имају фиксну телефонску линију                                      | 721      |
| 186 | Појединачна домаћинства која имају мобилни телефон                                               | 751      |
| 187 | Појединачна домаћинства која имају приступ интернету                                             | 117      |